# Lisa Makas
Lisa Marie Makas (Mödling, 11 maggio 1992) è un'ex calciatrice austriaca, di ruolo centrocampista. Ha giocato con la nazionale austriaca 74 partite e realizzato 19 reti, partecipando a due fasi finali del campionato europeo.

## Palmarès

### Club
- Campionato austriaco: 1

St. Pölten-Spratzern: 2014-2015
- Coppa d'Austria: 3

St. Pölten-Spratzern: 2012-2013, 2013-2014, 2014-2015

### Nazionale
- Cyprus Cup: 1

2016

### Individuale
- Calciatrice austriaca dell'anno: 1

2015